# Wały (Nidzica)
Wały (deutsch Wallendorf) ist ein Dorf in der polnischen Woiwodschaft Ermland-Masuren und gehört zur Gmina Nidzica (Stadt- und Landgemeinde Neidenburg) im Powiat Nidzicki (Kreis Neidenburg).

## Geographische Lage
Wały liegt in der südwestlichen Mitte der Woiwodschaft Ermland-Masuren, 16 Kilometer nordöstlich der Kreisstadt Nidzica (deutsch Neidenburg).

## Geschichte
Dorf und (zum Staatsforst Kaltenborn gehörender) Försterei Wallendorf wurden 1708 gegründet. 1874 wurde der Ort in den Amtsbezirk Malga (polnisch Małga, nicht mehr existent) im ostpreußischen Kreis Neidenburg eingegliedert, dann am 6. März 1896 in den neu gebildeten Amtsbezirk Kaltenborn (polnisch Zimna Woda) umgegliedert.
419 Einwohner waren im Jahre 1910 in Wallendorf gemeldet. Ihre Zahl verringerte sich leicht bis 1933 auf 399 und belief sich 1939 noch auf 375.
Aufgrund der Bestimmungen des Versailler Vertrags stimmte die Bevölkerung in den Volksabstimmungen in Ost- und Westpreußen am 11. Juli 1920 über die weitere staatliche Zugehörigkeit zu Ostpreußen (und damit zu Deutschland) oder den Anschluss an Polen ab. In Wallendorf stimmten 307 Einwohner für den Verbleib bei Ostpreußen, auf Polen entfiel eine Stimme.
In Kriegsfolge wurde Wallendorf 1945 mit dem gesamten südlichen Ostpreußen an Polen überstellt. Der Ort erhielt die polnische Namensform „Wały“ und ist heute eine Ortschaft im Verbund der Stadt- und Landgemeinde Nidzica (Neidenburg) im Powiat Nidzicki (Kreis Neidenburg), bis 1998 der Woiwodschaft Olsztyn, seither der Woiwodschaft Ermland-Masuren zugehörig. 2011 zählte Wały 151 Einwohner.

## Kirche
Bis 1945 war Wallendorf in die evangelische Kirchengemeinde Muschaken (polnisch Muszaki) in der Kirchenprovinz Ostpreußen der Kirche der Altpreußischen Union, außerdem in die römisch-katholische Kirchengemeinde Neidenburg im Bistum Ermland eingepfarrt. Heute gehört Wały zur evangelischen Kirchengemeinde Nidzica in der Diözese Masuren der Evangelisch-Augsburgischen Kirche in Polen bzw. zur römisch-katholischen Kirchengemeinde Zimna Woda (Kaltenborn), einer Filiale der Pfarrei Napiwoda (Grünfließ) im Erzbistum Ermland.

## Verkehr
Wały ist von zwei Woiwodschaftsstraßen aus erreichbar: von der Woiwodschaftsstraße 545 im Abzweig Zimna Woda (Kaltenborn) bzw. von der Woiwodschaftsstraße 604 im Abzweig Jagarzewo (Jägersdorf). Eine Anbindung an den Bahnverkehr besteht nicht.